# ハトラ
座標: 北緯35度35分17秒 東経42度43分06秒 / 北緯35.58806度 東経42.71833度
ハトラ（アラム語: Ḥaṭrā、アラビア語: الحضر al-Ḥaḍr）はイラク共和国北部のニーナワー県モースルの南西約100km、サルサル・ワジ川のほとりの砂漠地帯に残る歴史的な都市遺跡。1985年に世界遺産に登録された。別名を「神の家」という。パルティア帝国の重要な要塞都市で、ローマ帝国の度重なる攻撃に曝された。2015年3月にイスラム過激派ISILに破壊された。2015年の第39回世界遺産委員会はイラク文化財を守るための国際的な協力を呼びかけつつ、ハトラを危機にさらされている世界遺産（危機遺産）リストに加えた。

## 歴史
ハトラでは紀元前1世紀ごろから神殿を備えた都市が形成され、アルケサス朝パルティアの領内にあった。ハトラはローマ帝国とパルティアを結ぶキャラバンルート上の交易都市として重要であった。ハトラが都市として繁栄したのは2世紀のことであり、当時のハトラはパルティアとローマの間にある緩衝国の役割を果たしていた。碑文に見える人名によれば、住民の多くはセム系のアラム人やアラブ人であるが、イラン系の人々も住んでいたことがわかる。
軍事要塞としてのハトラは、紀元116年から198年の間、再び始まったローマ軍の攻撃によく耐えた。
「117年、ハトラの近くまでやってきたトラヤヌス帝は、パルティア勢力の拠点と思われたこの砂漠都市を包囲し始めたが、数日後、やむなく断念した。周辺の人々から人と駄獣のための補給を何も得られず、水も乏しく質が悪かったからである。（中略）ローマ人は、食べ物や飲み物に狂ったように群がるしつこい蝿の大群にも悩まされた。」
砂漠と草原に囲まれているという地理的利点と、いくつもの塔によって強化された高く厚い二重構造の円形の城壁及びその中に収容した屈強な兵によって、強固な軍事的優勢を確保したのである。
116年のトラヤヌス帝による攻撃、その80年後のローマ軍の遠征、そして216年のカラカラ帝の軍隊による襲撃をも退けたハトラだったが、3世紀にサーサーン朝ペルシアの攻撃によって征服・破壊された。
ケルンのマニ写本によれば、サーサーン朝のアルダシール1世またはその子のシャープール1世との共同統治時代である240年から241年の間にハトラは征服された。アンミアヌス・マルケッリヌスは、363年にハトラの廃墟を訪れて、すでに遠い昔に無人になった土地にあることを記している。
1836年から翌年にかけて、バグダードの医者であったジョン・ロスによってハトラの廃墟が再発見された。最初の調査は1906年から1911年にかけてドイツのアッシュール発掘調査団によって行われた。体系だった発掘は1951年になってようやくイラクの考古学者によって行われた。

## 建造物
二重構造の城壁の外側の壁は、東西1.9km、南北2kmにわたる直径2kmのほぼ円形で、粘土質のブロックが組み上げられて構成されている。内側の壁は2mの高さの石の壁で、内壁と外壁の間には300mから500m幅の深い濠がある。壁は163もの防衛塔を持っており、その間隔は決して35m以上開かないようになっている。4つの門は防御が容易く、北門の保存状態がもっともよい。
街の中心部には長辺440メートル、短辺320メートルの壁で囲まれた神殿地域（テメノス）がある。この地域は広大な前庭部と神殿などが建つ聖域部に、7つの門をもつ隔壁によって分けられていた。聖域における最大の建造物であるシャマシュ神殿は、二つの大イーワーンを擁しており、このイーワーンは最高神官を兼ねたハトラ王の住居であったと推測されている。シャマシュ神殿の本殿は前殿としての役割も担う大イーワーンの背後にあり、太陽神シャマシュを祀っている。この様式は後のペルシア及びイスラーム建築における主要な要素となった。
シャマシュ神殿のすぐそばには、その外観がパルテノン神殿を彷彿とさせる、ギリシア神殿がある。ギリシア風なのは外観ばかりでなく、内装もまた然りであって、イオニア式の柱頭や、ブドウやアカンサスの葉などの装飾がみられる。このようにパルティアの建造物には、オリエント様式とギリシア・ローマ様式の融合が現れており、後のサーサーン朝ペルシアに受け継がれることとなる。

## 碑文

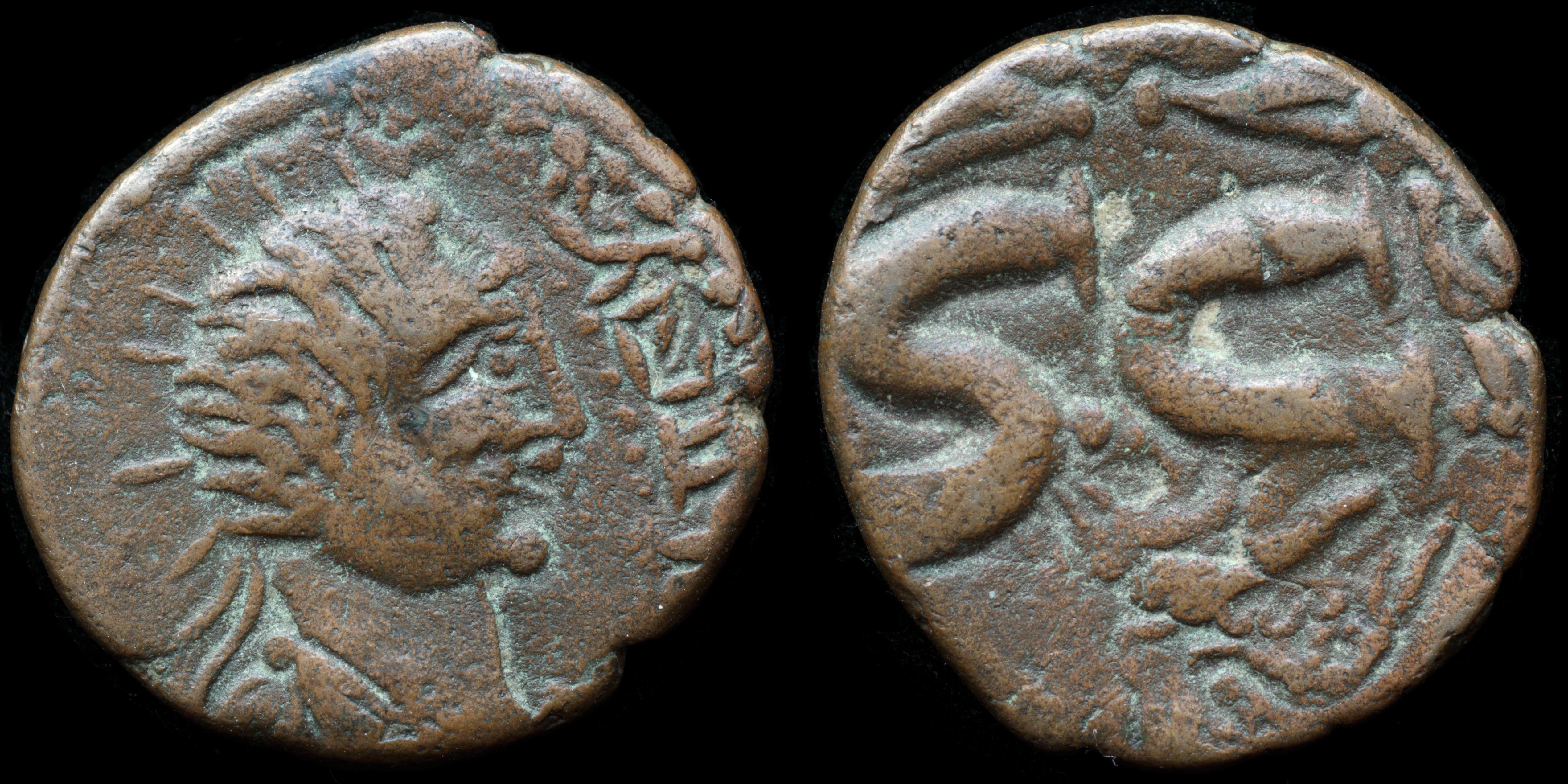
117-138年ごろの銅貨。表にシャマシュの肖像を刻む

ハトラには約500の碑文が残る。大部分はアラム語ハトラ方言で書かれているが、ラテン語、ギリシア語、アラム語パルミラ方言で書かれているものも少数ある。アラム語とギリシア語の2言語碑文が2つある。また、多数の銀貨や銅貨が発見されている。碑文の人名や神名からハトラの王の系譜や当時の信仰について知ることができる。

## 登録基準
この世界遺産は世界遺産登録基準のうち、以下の条件を満たし、登録された（以下の基準は世界遺産センター公表の登録基準からの翻訳、引用である）。
- (2) ある期間を通じてまたはある文化圏において、建築、技術、記念碑的芸術、都市計画、景観デザインの発展に関し、人類の価値の重要な交流を示すもの。
- (3) 現存するまたは消滅した文化的伝統または文明の、唯一のまたは少なくとも稀な証拠。
- (4) 人類の歴史上重要な時代を例証する建築様式、建築物群、技術の集積または景観の優れた例。
- (6) 顕著で普遍的な意義を有する出来事、現存する伝統、思想、信仰または芸術的、文学的作品と直接にまたは明白に関連するもの（この基準は他の基準と組み合わせて用いるのが望ましいと世界遺産委員会は考えている）。